# The Bluff
The Bluff est une colline des îles Caïmans, le point culminant du territoire. Elle se situe à une altitude de 43 mètres sur l'île de Cayman Brac.